# Saison 6 de Gilmore Girls
Chronologie
Saison 5 Saison 7
Cet article présente le guide des épisodes de la sixième saison de la série télévisée américaine Gilmore Girls.

## Synopsis
Rory emmenage avec ses grands parents en restant sur sa décision de ne plus aller à Yale. Lorelai adopte un chien ce qui met tout Stars Hollow perplexe.

## Distribution

### Acteurs principaux
- Lauren Graham (VF : Nathalie Régnier) : Lorelai Gilmore
- Alexis Bledel (VF : Noémie Orphelin) : Rory Gilmore
- Scott Patterson (VF : Patrick Laplace) : Luke Danes
- Kelly Bishop (VF : Régine Blaess) : Emily Gilmore
- Edward Herrmann (VF : Bernard Demory) : Richard Gilmore
- Keiko Agena (VF : Solène Davan-Soulas) : Lane Kim
- Melissa McCarthy (VF : Véronique Volta) : Sookie St. James
- Yanic Truesdale (VF : Yann Le Madic) : Michel Gerard
- Liza Weil (VF : Caroline Pascal) : Paris Geller
- Sean Gunn (VF : Éric Missoffe) : Kirk Gleason
- David Sutcliffe (VF : Patrice Baudrier) : Christopher Hayden
- Milo Ventimiglia (VF : David Lesser) : Jess Mariano
- Matt Czuchry (VF : Ludovic Baugin) : Logan Huntzberger

### Acteurs secondaires
- Sebastian Bach (VF : Emmanuel Garijo) : Gil
- John Cabrera (VF : Olivier Korol) : Brian Fuller
- Gregg Henry (VF : Gabriel Le Doze) : Mitchum Huntzberger
- Jackson Douglas (VF : Stéphane Ronchewski) : Jackson Belleville
- Emily Kuroda (VF : Yumi Fujimori) : Mrs. Kim
- Todd Lowe (VF : François Creton) : Zach Van Gerbig
- Vanessa Marano (VF : Florine Orphelin) : April Nardini
- Sherilyn Fenn (VF : Ivana Coppola): Anna Nardini
- Danny Strong (VF : Laurent Morteau) : Doyle McMaster
- Sally Struthers (VF : Yvette Petit) : Babette Dell
- Liz Torres (VF : Monique Thierry) : Miss Patty
- Kathleen Wilhoite (VF : Sophie Arthuys) : Liz Danes [1] (épisodes 2, 10 et 21)
- Michael DeLuise (VF : Stéphane Bazin) : T.J. (épisodes 2, 3 et 21)
- Michael Winters (VF : Michel Tugot-Doris) : Taylor Doose
- Madeleine Albright : elle-même
- Adam Hendershott (VF : Stéphane Pouplard) : A.K.
- Devon Michaels (VF : Fabrice Némo) : Bill
- Amy Sloan (VF : Carole Gioan) : Sheila

## Épisodes

### Épisode 1:Lorelai nouvelle version
- États-Unis : 13 septembre 2005 sur The WB[2]
- Belgique : 10 octobre 2006 sur Club RTL
- France : 16 avril 2008 sur France 4

### Épisode 2:Le Masque de combat
- États-Unis : 20 septembre 2005 sur The WB
- Belgique : 11 octobre 2006 sur Club RTL
- France : 16 avril 2008 sur France 4

### Épisode 3:Quand Rory change de camp
- États-Unis : 27 septembre 2005 sur The WB
- Belgique : 12 octobre 2006 sur Club RTL
- France : 17 avril 2008 sur France 4

### Épisode 4:Les Deux Marraines
- États-Unis : 4 octobre 2005 sur The WB
- Belgique : 13 octobre 2006 sur Club RTL
- France : 17 avril 2008 sur France 4

### Épisode 5:Un coup de baguette magique
- États-Unis : 11 octobre 2005 sur The WB
- Belgique : 16 octobre 2006 sur Club RTL
- France : 18 avril 2008 sur France 4

### Épisode 6:Stars Hollowrevue et renommée
- États-Unis : 18 octobre 2005 sur The WB
- Belgique : 17 octobre 2006 sur Club RTL
- France : 21 avril 2008 sur France 4

### Épisode 7:21 ans et le monde à conquérir
- États-Unis : 25 octobre 2005 sur The WB
- Belgique : 18 octobre 2006 sur Club RTL
- France : 21 avril 2008 sur France 4

### Épisode 8:Une Rory, deux prétendants
- États-Unis : 8 novembre 2005 sur The WB
- Belgique : 19 octobre 2006 sur Club RTL
- France : 22 avril 2008 sur France 4

### Épisode 9:Petits secrets entre amants
- États-Unis : 15 novembre 2005 sur The WB
- Belgique : 20 octobre 2006 sur Club RTL
- France : 22 avril 2008 sur France 4

### Épisode 10:Retrouvailles entre Gilmore
- États-Unis : 22 novembre 2005 sur The WB
- Belgique : 23 octobre 2006 sur Club RTL
- France : 23 avril 2008 sur France 4

### Épisode 11:La Robe idéale
- États-Unis : 10 janvier 2006 sur The WB
- Belgique : 24 octobre 2006 sur Club RTL
- France : 23 avril 2008 sur France 4

### Épisode 12:Carnaval d'hiver et réconciliations
- États-Unis : 17 janvier 2006 sur The WB
- Belgique : 25 octobre 2006 sur Club RTL
- France : 24 avril 2008 sur France 4

### Épisode 13:Vendredi soir, pas de problème!
- États-Unis : 31 janvier 2006 sur The WB
- Belgique : 26 octobre 2006 sur Club RTL
- France : 24 avril 2008 sur France 4

Richard s’inquiète quand son chèque pour Yale est refusé,  il finit par apprendre la raison ce qui rend Emilie folle de rage. Le diner du vendredi soir est alors réinstauré et se transforme en un déferlement de dispute.

### Épisode 14:La Nouvelle rédactrice en chef
- États-Unis : 7 février 2006 sur The WB
- Belgique : 27 octobre 2006 sur Club RTL
- France : 25 avril 2008 sur France 4

### Épisode 15:Une Saint-Valentin mouvementée
- États-Unis : 14 février 2006 sur The WB
- Belgique : 30 octobre 2006 sur Club RTL
- France : 25 avril 2008 sur France 4

### Épisode 16:Demoiselles d'honneur revues et corrigées
- États-Unis : 28 février 2006 sur The WB
- Belgique : 31 octobre 2006 sur Club RTL
- France : 28 avril 2008 sur France 4

### Épisode 17:Le Tube
- États-Unis : 4 avril 2006 sur The WB
- Belgique : 1er novembre 2006 sur Club RTL
- France : 28 avril 2008 sur France 4

### Épisode 18:Le Vrai Paul Anka
- États-Unis : 11 avril 2006 sur The WB
- Belgique : 2 novembre 2006 sur Club RTL
- France : 29 avril 2008 sur France 4

### Épisode 19:Deux mariages en un
- États-Unis : 18 avril 2006 sur The WB
- Belgique : 3 novembre 2006 sur Club RTL
- France : 29 avril 2008 sur France 4

### Épisode 20:Bon anniversaire April
- États-Unis : 25 avril 2006 sur The WB
- Belgique : 6 novembre 2006 sur Club RTL
- France : 30 avril 2008 sur France 4

### Épisode 21:S'il vous plaît chauffeur!
- États-Unis : 2 mai 2006 sur The WB
- Belgique : 7 novembre 2006 sur Club RTL
- France : 30 avril 2008 sur France 4

### Épisode 22:Le Départ de Logan
- États-Unis : 9 mai 2006 sur The WB
- Belgique : 8 novembre 2006 sur Club RTL
- France : 1er mai 2008 sur France 4